# 鯛
鯛（タイ）とは、広義にはスズキ目タイ科の総称、狭義にはタイ科のマダイを指す。

## 概要
日本では一般的に高級魚として認知されている。タイ科にはマダイの他に、クロダイ、キダイ、チダイ、ヒレコダイ、タイワンダイ、アカレンコなどが含まれる。これらの内、日本近海にいるのは、マダイ、チダイ（ハナダイ）、キダイ（レンコダイ）、クロダイ（チヌ）の4種である。
さらに広義には、タイ科以外の魚でも、扁平・大型・赤っぽい体色・白身などの特徴を持つ魚には「-ダイ」と和名がついていることが多く、この場合、タイ科とは分類上遠い魚もいる。これらのタイは、アヤカリダイと呼ばれ、タイにあやかりたいために付けられたものとされる。
アマダイ、キントキダイ、イシダイなどはタイ科と同じスズキ亜目だが、エボシダイなどはスズキ目の別亜目、キンメダイ、アコウダイ、マトウダイなどは目のレベルでちがう魚である。このように和名にタイと名のついた魚は200種以上もいる。
極端な場合には淡水魚のティラピアを、その学名ティラピア・ニロチカから「チカ鯛」などと命名したり、「イズミダイ」と称して販売されていたこともあった。こうしたものは「あやかりタイ」などと揶揄される。
台湾では、旨い魚を10種並べた「十大美味魚」に入っており、次に並べる中の6番目の嘉鱲がマダイ、7番目の赤鯮がキダイ、8がアカアマダイである。「一午仔、二紅魦、三鯧、四馬駮、五鮸、六嘉鱲、七赤鯮、八馬頭、九烏喉、十寸子」。また「春鮸冬嘉鱲」ともあり、春は鮸（ホンニベ）、冬はマダイが旬であるとしている。

## 料理
日本では非常に馴染みの深い魚で、縄文時代から鯛の骨が出土しており、日本列島では古来より重要な食用魚であった。赤い色がめでたいとして、お祝いの席でよく出る。そのため七福神の一人恵比須は釣竿で鯛を釣り上げた姿をしており、目出鯛魚とされる。腐っても鯛と呼ばれるようにたんぱく質分解酵素が少なく痛みにくい魚で、神道では重要な地位を占めており、冠婚葬祭等の祭礼で食あたりしにくいため重宝された。
海域に生息する鯛は、刺身、昆布締め、塩焼き、煮付け、蒸し焼き、干物、蒲鉾、混ぜご飯など様々に調理される。食通の間では、唇の肉や頬肉、カマ（胸びれのつけ根）などが特に好まれている。表面が非常に頑丈な鱗で覆われており、ひれのトゲが固く危険であることから、さばくのに苦労を要し、家庭で調理する場合は購入する鮮魚店で予めさばいてもらう事がある。さばかない一匹まるごとの状態は「尾頭付き」と呼ばれ、奉納と言った神事や結婚式等の慶事で使われる。
さらに江戸時代になると、魚は専ら海のものが食され、将軍家でも鯛が喜ばれたため「大位」と当て字をされもてはやされた（当時、海から遠い京都では鯉が宮中で食され「高位」などと呼ばれていた）。
鯛の頭部を用いた料理に「兜煮」がある。「兜煮」の調理に際して鯛頭部を縦に切断することを「梨割」と呼び、梨割は「兜割」とも呼ばれる。一方で「兜煮」「兜割」の呼称は江戸時代の料理書に見られないことや、「兜を割る」が武家社会において縁起の悪い表現であるとする観点から、「兜煮」「兜割」の呼称は明治以降のものとする説もある。これらの調理方法は、鎌倉時代から室町時代の遺跡草戸千軒町からはマダイの頭は例外なく出刃包丁のようなもので兜割りされており、出刃包丁の出現した平安時代後期から近世・江戸の遺跡にも同様の痕跡があることから、マダイの兜割、煮つけが一貫して行われていたとする説がある。
タイの塩焼きは、京都などの関西圏では正月に出され「睨み鯛」と呼ばれる。睨み鯛は、正月三が日には箸が付けられず見ているだけとする風習から来たものである。また、婚礼の際には宴では食べずに、引き出物として塩焼きを持ち帰ったり、鯛に似せた砂糖菓子などを持ち帰る風習がある。

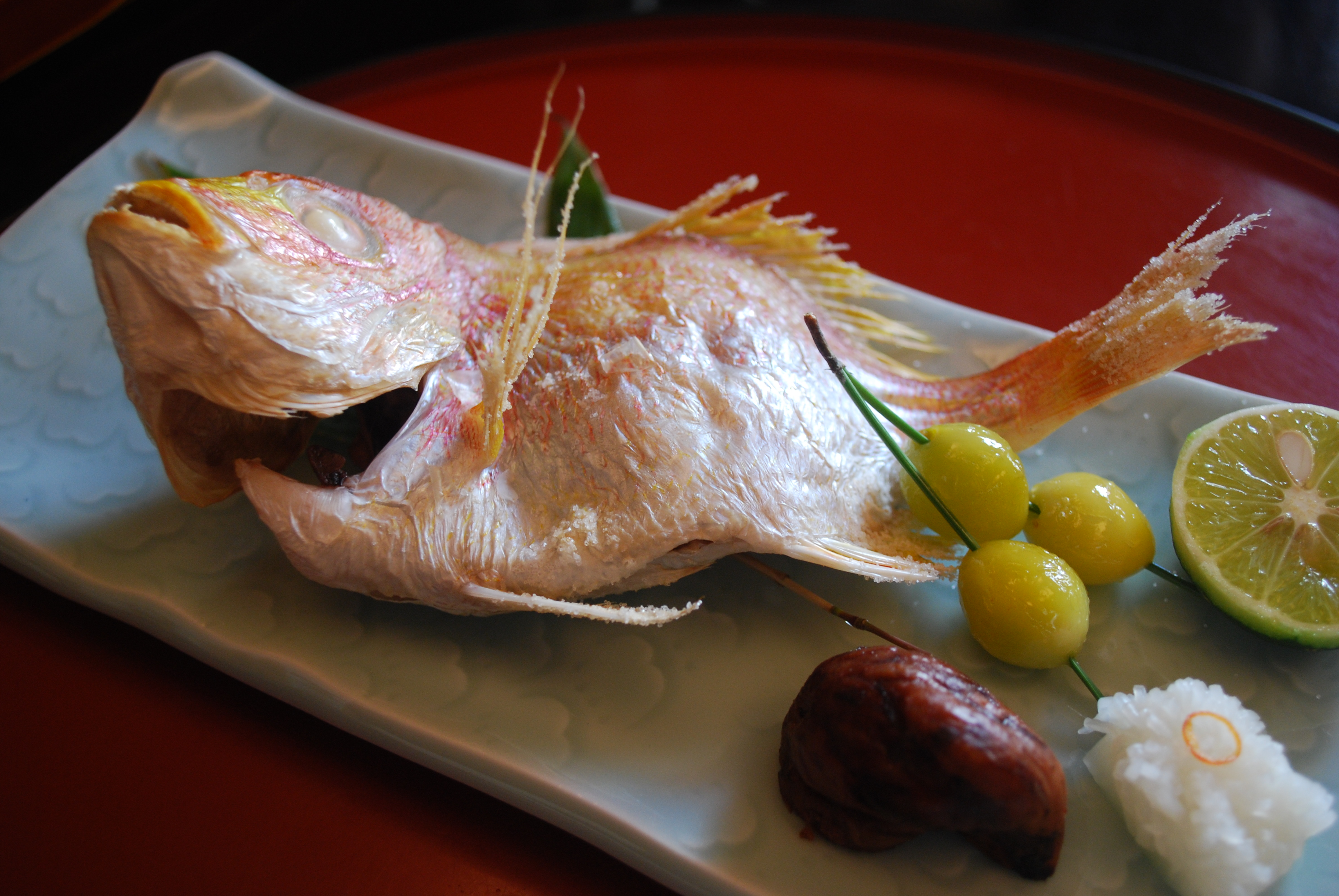
鯛の塩焼き
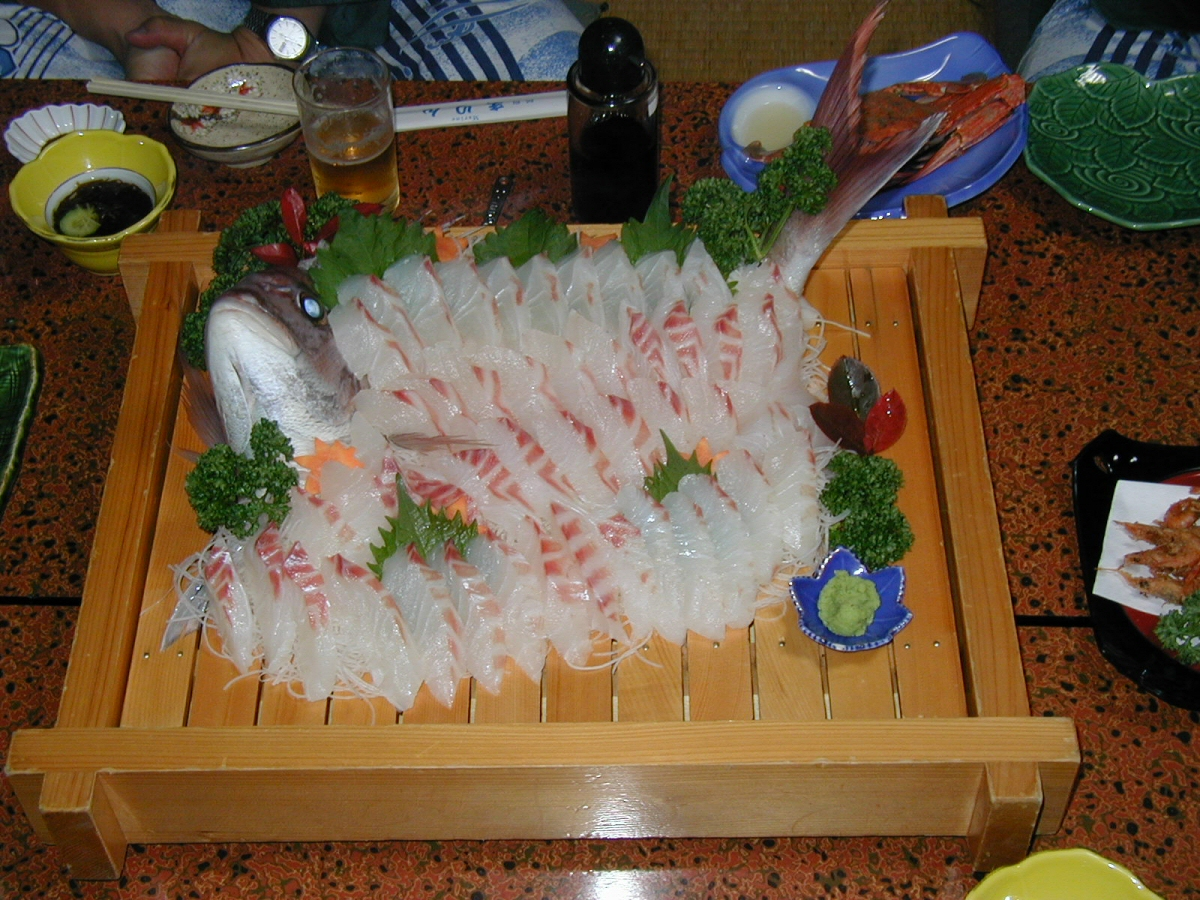
タイの姿造り、日間賀島の民宿にて
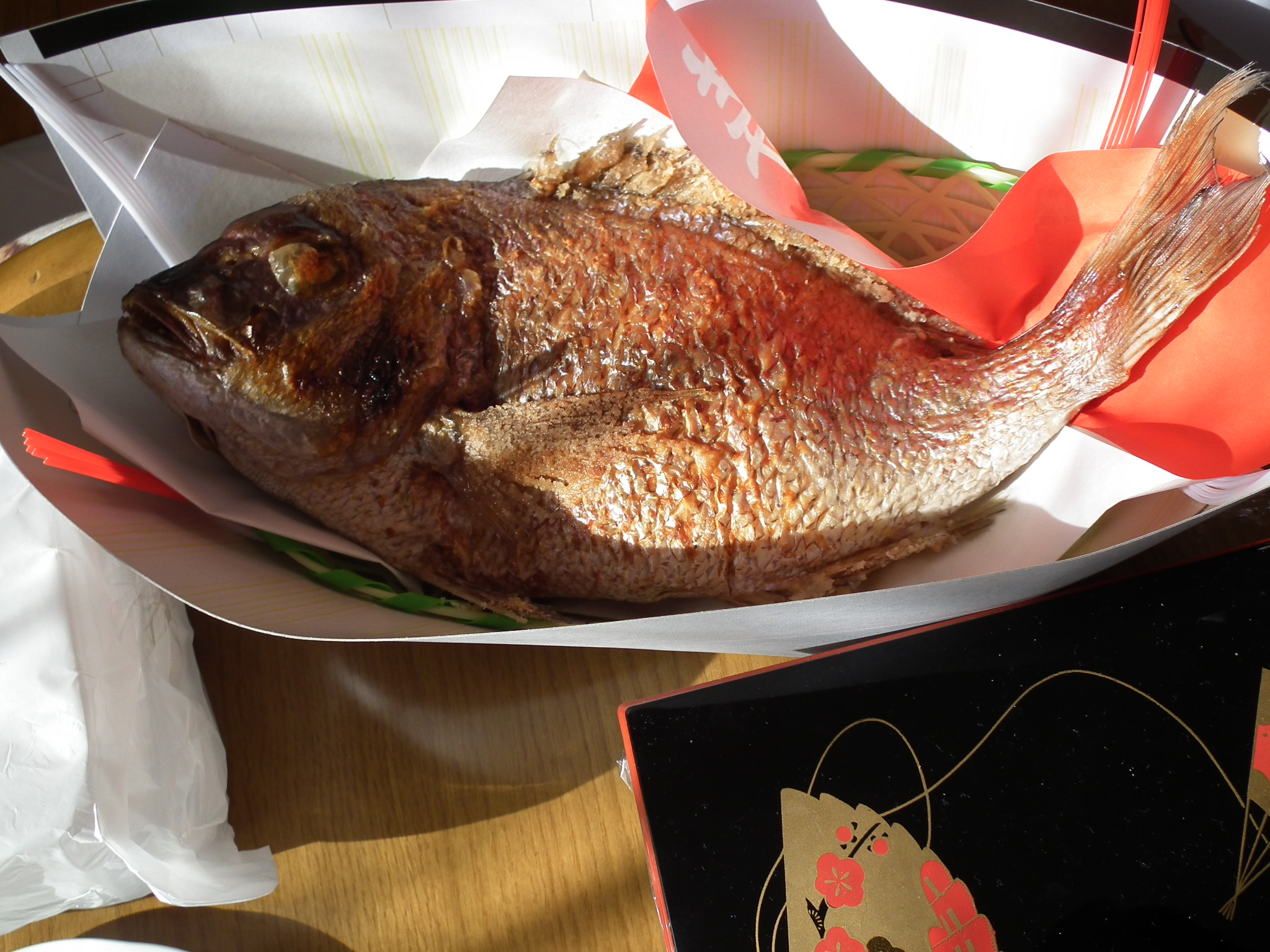
縁起物として正月に供されるタイ

### タイをよく用いる料理
- 鯛味噌
- 鯛めし
- 南予風鯛飯 - 鯛山かけご飯
- 中華風刺身（魚生）
- カルパッチョ
- 兜煮
- 潮汁
- 小鯛笹寿司
- 塩竈焼き
- 八喜鯛
- アラ炊き（アラ煮）
- 霜降り造り - 鯛の皮を松の木の表皮に見立て、「松皮造り」と呼ばれる。

## 知性
- 鯛の仲間（スズキ目）は魚類では知能が高く、特にイシダイは水族館では存在感を持ち何処の水族館でも会うことができる。マダイの稚魚も好奇心が強く、顔見知りのダイバー近くに寄ってくる事がある[12]。

## 文化

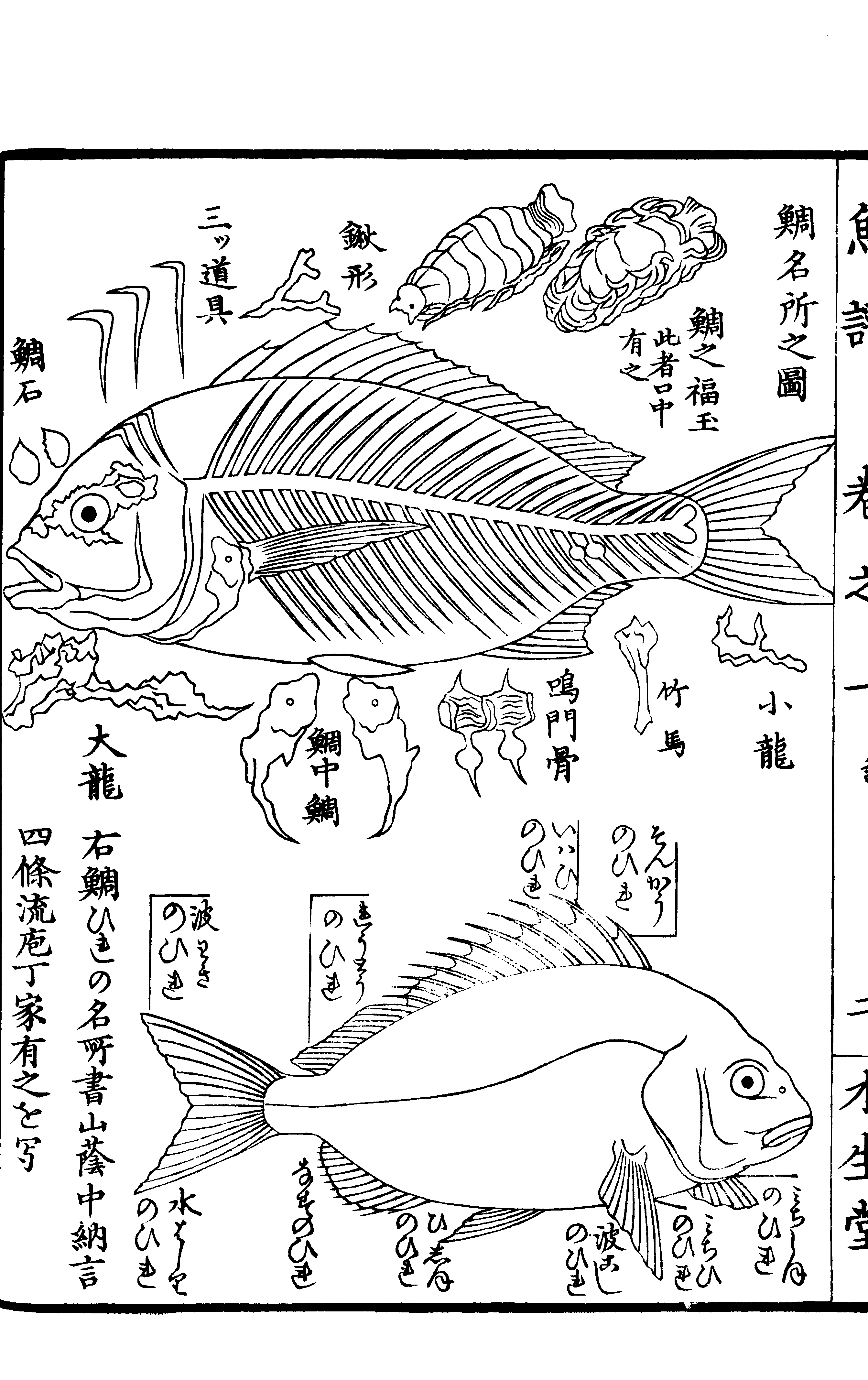
『水族寫真』(『水族写真』、著:奥倉辰行、1857年)より「鯛名所図会」。鯛の（九つ）道具が記載されている。

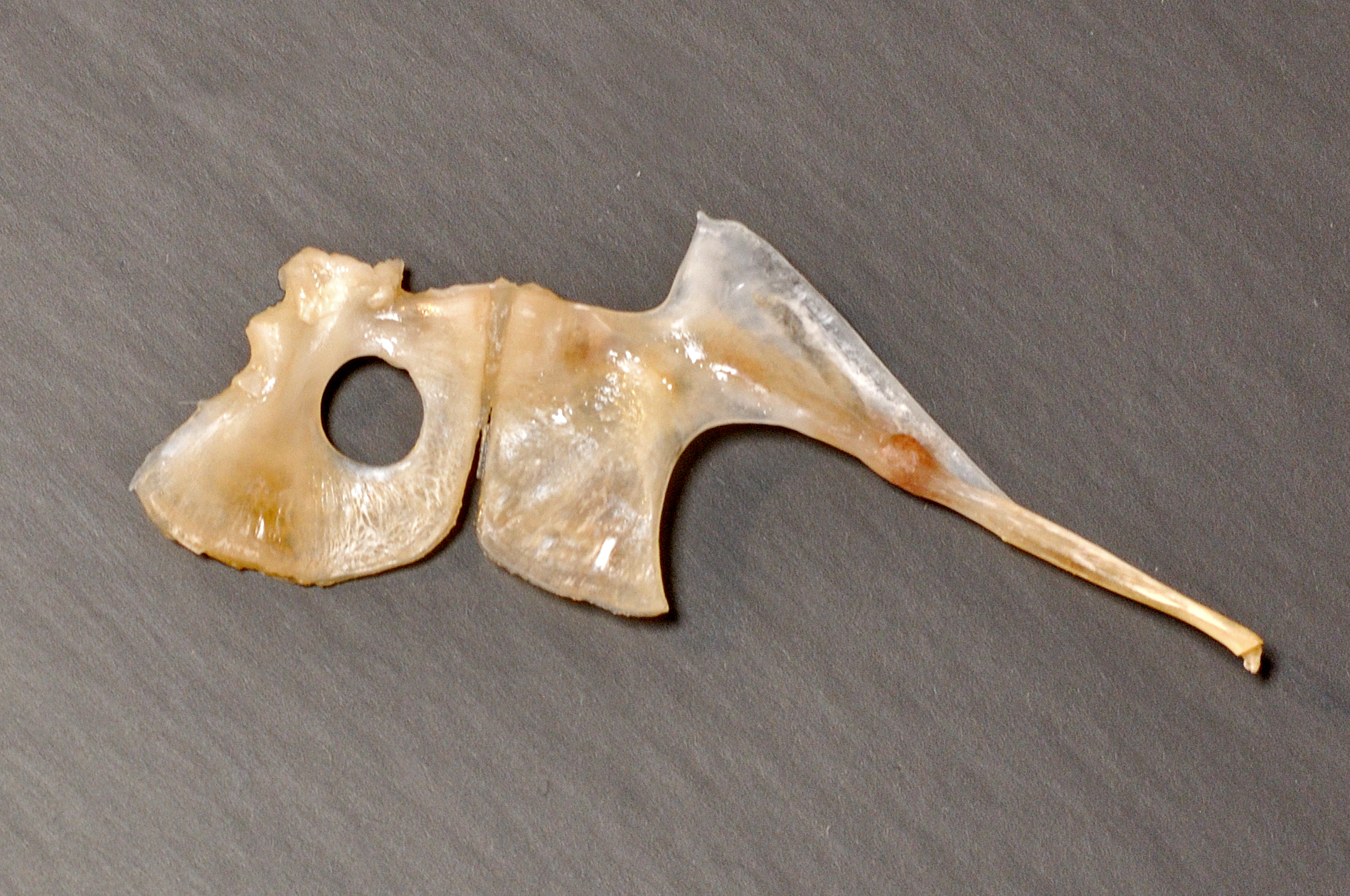
鯛の鯛

県の魚
千葉県では鯛、愛媛県ではマダイをそれぞれ県の魚に指定している。
ことわざ
「海老で鯛を釣る」「鯛の尾より鰯の頭」「腐っても鯛」などのことわざがある。また、「鯛やヒラメの舞い踊り」など、鯛は魚類の代表格として扱われていることがわかる。
言葉
タイ焼き、タイツリソウ（ケマンソウの別名）など、鯛にまつわる言葉は多い。
鯛の（九つ）道具
以下の骨をまとめて「鯛の九つ道具」と呼び、すべてを揃えれば物に不自由なく福禄を得るという。
鯛の鯛
肩甲骨と烏口骨の二つが繋がって出来た魚様の骨のことを「鯛の鯛」、「鯛中鯛（たいちゅうのたい）」などと呼ぶ。この骨は胸鰭を支えたり、動かしたりするのに使われ、種類ごとに形が異なるので、近縁の魚を分類するときにも利用される。この魚様の骨は古くは江戸時代の書物の中に「鯛中鯛」として紹介されている。他の魚にも同様の骨はあるが、なかでもマダイの物が古来より形が美しいとされ珍重された。この骨を肌身離さず持ち歩くと金運が豊かになるなどという言い伝えがあり、また縁起物として収集の対象となることもある。
大龍（だいりゅう）
頭の骨の一部。眉間にある部分の俗称。体にある部分は細長い。
小龍（しょうりゅう）
尾骨の下部にあり、関節を外して抜き取れる、龍の角に似た細い骨。
鯛石（たいせき）
耳石のこと。
三つ道具（みつどうぐ）
頭と背ビレの間にある3本の骨のこと。それぞれ、「鍬（くわ）」「鎌（かま）」「熊手（くまで）」とも呼ばれる。
鍬形（くわがた）
兜の立物（鍬形（くわがた））に似ている形状から。
竹馬（ちくば）
馬の頭に似た形状から。
鳴門骨（なるとぼね）
尻ビレ近くの血管棘が肥大した状態（過骨症）。疲労骨折が再生したものとも、鳴門の渦潮を泳ぐことから鳴門骨が発達するとも言われるが、地域性は無い。

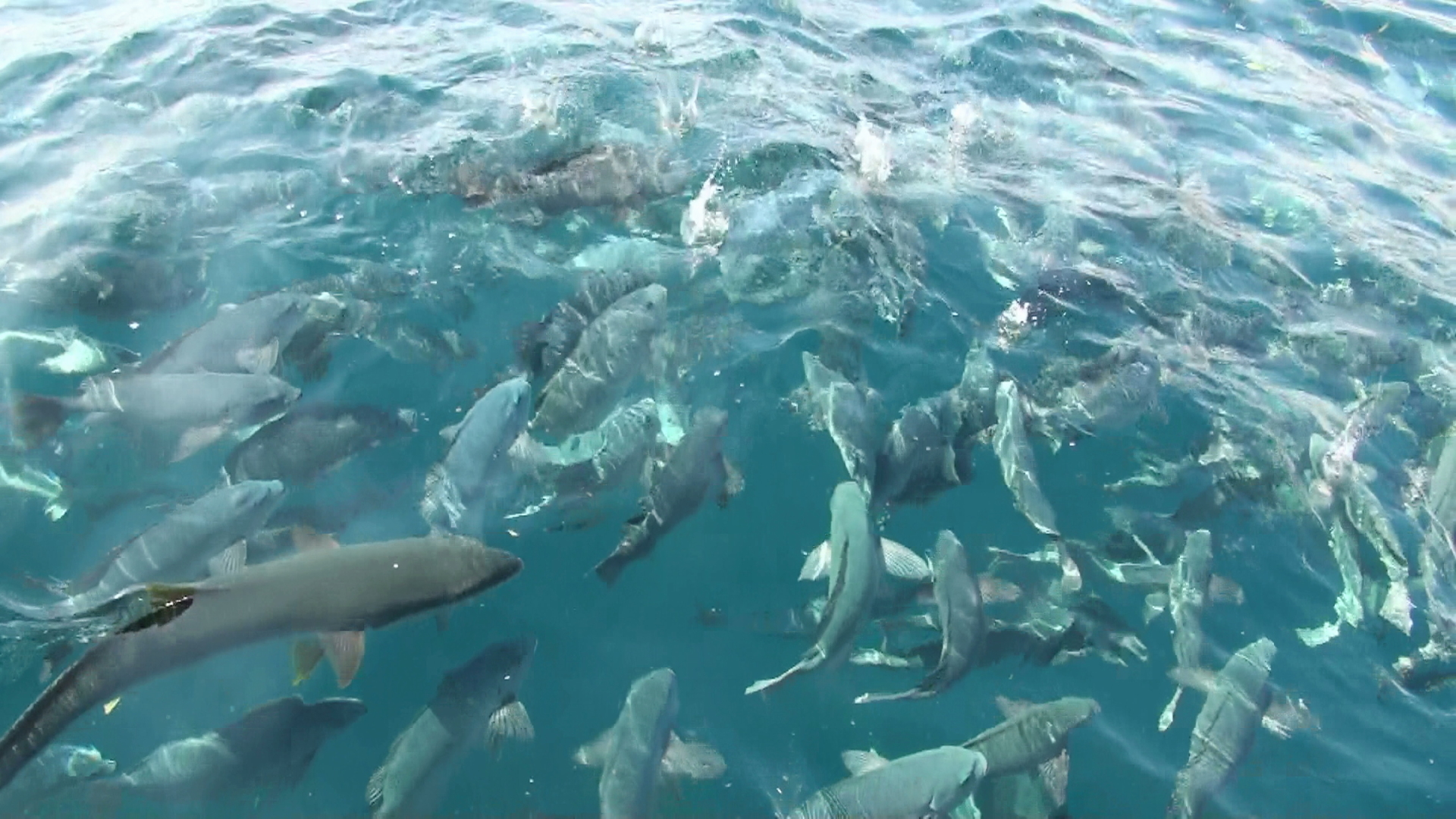
海面に浮上した真鯛の群れ。特別天然記念物 鯛の浦タイ生息地（千葉県）にて。（2011年10月10日撮影）

鯛の福玉（たいのふくだま）
口腔部に潜む寄生虫（タイノエ）。
安房の鯛の浦
1222年、今の千葉県安房郡で日蓮が生誕した時、鯛が深海から海岸まであがってきて群れ泳いだという言い伝えがあり、その地を鯛の浦と呼んでいる。今でもその地区では、鯛を禁漁にして投げ餌をし、大切にしている。
落語の「鯛」
料理屋の生簀に捕まった鯛の物語。主人公の鯛が生簀の中で20年も無事だった鯛「ぎんぎろ」から生簀の中でなんとか長生きする方法を学ぶ。
唐津くんちの曳山
佐賀県唐津市で行われる唐津くんちの五番曳山（1845年製作）は鯛をモチーフとしており、現存する14台の中でも唐津くんちを代表する曳山となっている。
豊浜鯛まつり
豊浜鯛まつりは愛知県知多郡南知多町で毎年7月に行われる祭り。大小の張りぼての鯛5匹が町内や海を練りまわる。
献上品
江戸時代、各大名が幕府へ献上する食品の中で、鯛が盛んに活用されており、1762年の宝暦武鑑によれば88の大名が干鯛を献上している。活鯛も非常に用いられ、江戸城活鯛納制という組織ができ、生簀船などにより調達網が整えられていた。
祝い鯛（鯛細工）
越中・越後で古くから作られている祝儀用贈答品。蒲鉾のものと生菓子（紅白の煉切餡）タイプの二種類があるが、いずれも鯛の左側がデザインされる。

## 主な「鯛」

### スズキ亜目
- タイ科 - ミナミクロダイ・タイワンダイ・キダイ・チダイ・マダイ・クロダイ・ヘダイ
- テンジクダイ科 - テンジクダイ
- アマダイ科 - アカアマダイ
- シキシマハナダイ科
- チョウチョウウオ科 - ゲンロクダイ・トノサマダイ・ハタタテダイ
- タカノハダイ科 - タカノハダイ
- スダレダイ科 - スダレダイ・マンジュウダイ
- ミハラハナダイ科
- アオバダイ科
- イサキ科 - セトダイ・コショウダイ
- フエフキダイ科 - フエフキダイ・メイチダイ
- マツダイ科
- フエダイ科 - ゴマフエダイ・フエダイ・ハマダイ・ヒメダイ・センネンダイ
- キツネアマダイ科
- イトヨリダイ科 - イトヨリダイ
- アゴアマダイ科
- イシダイ科 - イシダイ・イシガキダイ
- キントキダイ科 - キントキダイ
- キンチャクダイ科 - キンチャクダイ
- スズメダイ科 - スズメダイ
- クロホシマンジュウダイ科 - クロホシマンジュウダイ
- カゴカキダイ科
- カワリハナダイ科
- カワビシャ科 - ツボダイ
- ニザダイ科 - ニザダイ
- ブダイ科 - ブダイ
- イボダイ亜目
  - オオメメダイ科
  - イボダイ科 - イボダイ・メダイ属
  - エボシダイ科 - エボシダイ
  - ドクウロコイボダイ科

### スズキ目以外
- キンメダイ目 - キンメダイ・イットウダイ・ヒウチダイ
- カサゴ目 - アコウダイ
- マトウダイ目 - マトウダイ・ヒシダイ